# Vahid Selimović
Vahid Selimović (Luxemburgo, 3 de abril de 1997) es un futbolista luxemburgués que juega en la demarcación de defensa para el F. C. Hermannstadt de la Liga I.

## Selección nacional
Tras jugar con la selección de fútbol sub-19 de Serbia debido a su ascendencia serbia, finalmente hizo su debut con la selección de fútbol de Luxemburgo el 2 de junio de 2019 en un encuentro amistoso contra Madagascar, partido que finalizó con un resultado de empate a tres tras los goles de Vincent Thill, Laurent Jans y otro del propio Selimović para Luxemburgo, y de Paulin Voavy, Faneva Andriatsima y Carolus Andriamatsinoro para Madagascar.

### Goles internacionales
| # | Fecha              | Estadio                                                | Oponente   | Gol | Resultado | Competición |
| - | ------------------ | ------------------------------------------------------ | ---------- | --- | --------- | ----------- |
| 1 | 2 de junio de 2019 | Estadio Josy Barthel, Ciudad de Luxemburgo, Luxemburgo | Madagascar | 2–3 | 3-3       | Amistoso    |

## Clubes
| Club               | País                 | Año       | Partidos | Goles |
| ------------------ | -------------------- | --------- | -------- | ----- |
| F. C. Metz II      | Francia              | 2015-2017 | 36       | 3     |
| F. C. Metz         | Francia              | 2017-2018 | 17       | 0     |
| Apollon Limassol   | Chipre               | 2019-2020 | 28       | 0     |
| O. F. I. Creta     | Grecia               | 2020-2022 | 30       | 1     |
| N. D. Gorica       | Eslovenia            | 2023      | 10       | 0     |
| F. K. Željezničar  | Bosnia y Herzegovina | 2023-2024 | 14       | 1     |
| F. C. Hermannstadt | Rumania              | 2024-     | 22       | 0     |